# Podhale Nowy Targ
Le Podhale Nowy Targ est un club de hockey sur glace de Nowy Targ dans la voïvodie de Petite-Pologne en Pologne. Il évolue dans le Championnat de Pologne de hockey sur glace.

## Historique

MMKS Podhale Nowy Targ

## Palmarès
- Championnat de Pologne (19)[1] : 1966, 1969, 1971, 1972, 1973, 1974, 1975, 1976, 1977, 1978, 1979, 1987, 1993, 1994, 1995, 1996, 1997, 2007, 2010
- Interliga : 2004
- Puchar Polski (2) : 2004, 2005